# Cyclophora mirtalis
Cyclophora mirtalis är en fjärilsart som beskrevs av Costa 1835. Cyclophora mirtalis ingår i släktet Cyclophora och familjen mätare. Inga underarter finns listade i Catalogue of Life.